# Quincié-en-Beaujolais
Quincié-en-Beaujolais település Franciaországban, Rhône megyében. Lakosainak száma 1382 fő (2022. január 1.). Quincié-en-Beaujolais Beaujeu, Cercié, Lantignié, Marchampt, Odenas, Le Perréon, Régnié-Durette, Saint-Étienne-la-Varenne és Saint-Lager községekkel határos.

## Népesség
A település népességének változása:
| Lakosok száma | 1270 | 1318 | 1356 | 1325 | 1329 | 1331 | 1354 | 1355 | 1382 |
|               | 2013 | 2015 | 2016 | 2017 | 2018 | 2019 | 2020 | 2021 | 2022 |